# قرصة

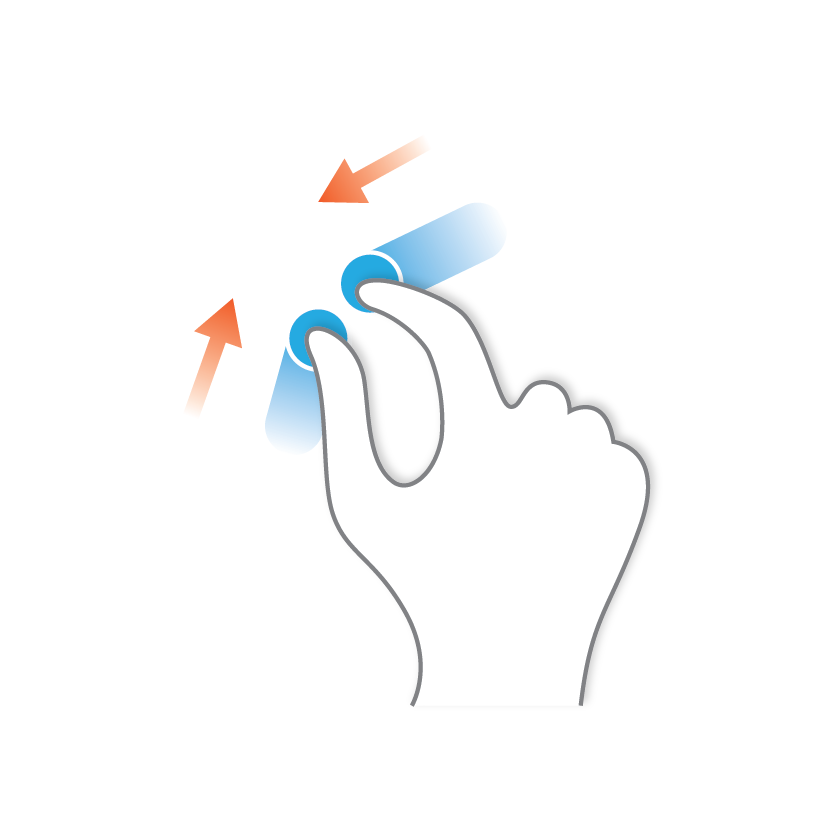

القرصة (بالإنجليزية: Pinch) هي قبض جزء من جسم مرن بين إصبعين إلى أن يُحدث ذلك ألمًا، أو شيء يُشبه ذلك، حيث يُضغط على الجزء الممسوك فيرتفع عن مستواه الطبيعي.
عند استخدام الأصابع للضغط، فإن الأمر غالبا ما يتم بواسطة الإبهام وإصبع آخر. وكلما كان الإصبع الآخر أقرب إلى الإبهام، كانت القرصة أقوى.

## قرصة الجلد
غالبًا ما يُشير مصطلح "القرصة" إلى الفعل الذي يُمارس على الجلد. فقرص الجلد يؤدي إلى إزاحة الجلد وما تحته من دم عن موضعهما الطبيعي، وقد يُسبب قدرًا بسيطًا من الألم، وهو ما قد يزداد إذا كانت مساحة الجلد المقروص أصغر، إلا أن الألم يكون غالبًا محتملاً لدى معظم الأشخاص.
يمكن أن يؤدي قرص الجلد إلى ظهور علامات قرص، وهي حالة جلدية، وعندما تحدث على الأذنين أو في منطقة الأعضاء التناسلية للأطفال الذكور، فقد تكون إشارة إلى إساءة معاملة الأطفال.

### الاستخدامات الطبية
يُستخدم القرص في الرعاية الصحية والطب في الحالات التالية:
- غالبًا ما يتم قرص الجلد قبل إعطاء حقنة، لتوجيه الإبرة إلى الموضع المطلوب.
- في علم الأعصاب، يمكن أن تُستخدم القرصة لتحديد مدى حساسية منطقة معينة من الجلد للألم.
- يمكن استخدامها لتحديد مرونة جلد الأشخاص المسنّين. عند قرص الجلد، يُستدل على مدى المرونة من خلال المدة التي تظل فيها آثار القرصة مرئية بعد زوالها.[2]
- في حالات تلف الجلد بسبب أشعة الشمس، يمكن استخدام القرص لتقدير مقدار الضرر؛ حيث يُفحص مظهر الجلد خلال فترات زمنية مختلفة بعد القرص لتحديد درجة التلف.[3]
- في تحديد الجفاف، يُمكن استخدام قرص الجلد كاختبار؛ فسرعة عودة الجلد إلى حالته الطبيعية بعد القرص تُعد مؤشرًا على مستوى الجفاف. وكلما تأخرت العودة، زادت شدة الجفاف.[4]
- يمكن تحديد نسبة الدهون في الجسم من خلال اختبار ثني الجلد (Skinfold test)، حيث تُقرص كمية محددة من الجلد ويُقاس سمكها بدقة باستخدام الفرجار (calipers) في نقاط محددة من الجسم لتقدير سماكة طبقة الدهون تحت الجلد، ثم تُحوّل هذه القياسات إلى نسبة مئوية تقريبية للدهون باستخدام معادلة.
- تُستخدم القرصة ضمن تشخيص مرض تصلب الجلد (Scleroderma)، إذ تصبح قرصة الجلد بين الأصابع صعبة للغاية لدى المصابين بهذا المرض.[5]
- في الطب البيطري، يُقرص جزء صغير من جلد الحيوان بغرض إجراء عمليات زرع الجلد (الترقيع).[6]

## قرصة من مسحوق
يمكن أن تشير القرصة إلى أخذ كمية صغيرة من مادة مسحوقة.
في الطبخ، يشير مصطلح "القرصة" إلى كمية صغيرة من أحد المكونات، مثل الملح أو التوابل، التي تؤخذ لإضافتها إلى وصفة.
وفي بعض الأحيان، يُشار إلى كميات صغيرة من المخدرات المنتشرة في الشوارع باسم "قرصة".